# 约瑟夫·科萨科夫斯基

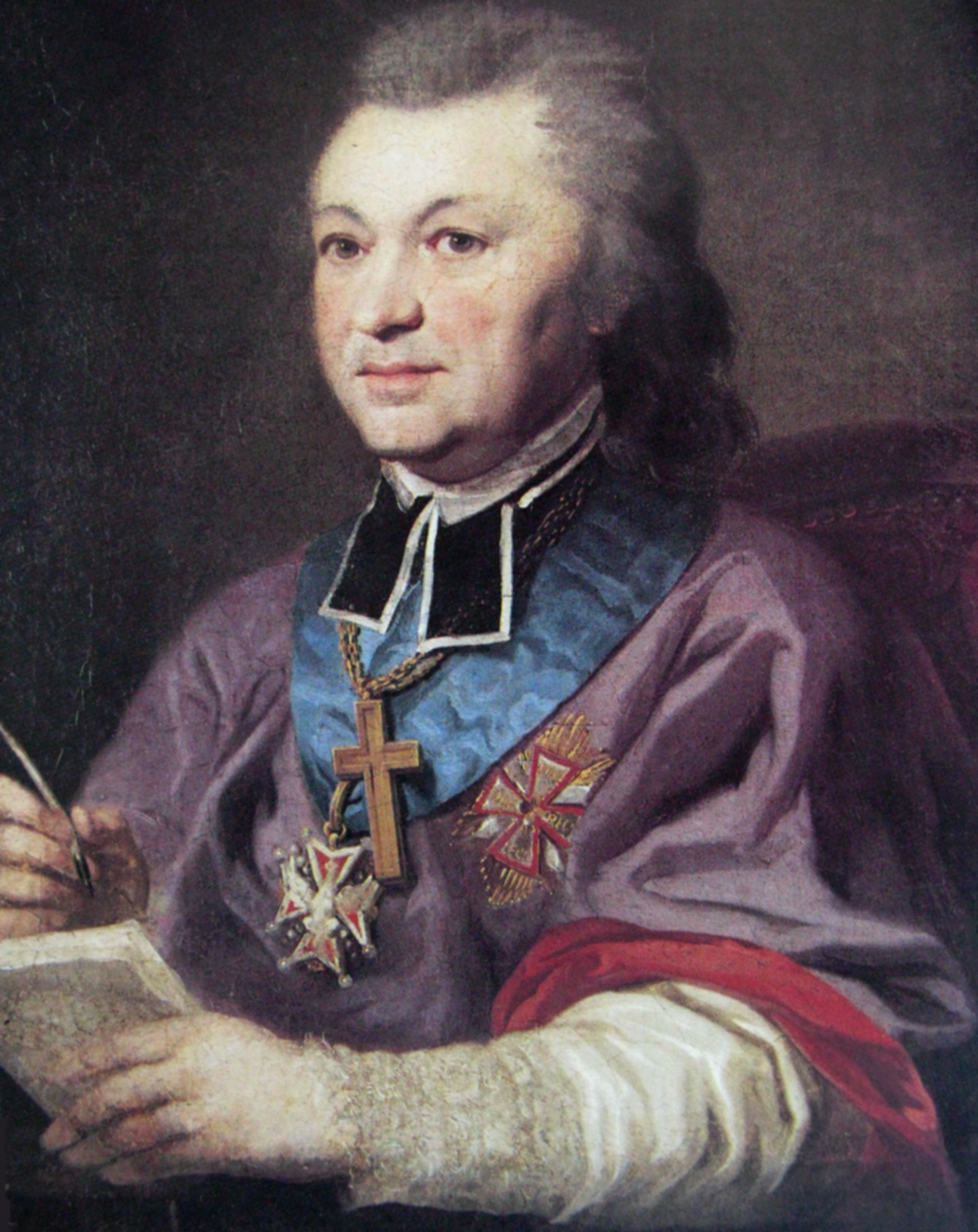
约泽夫·科萨科夫斯基主教

希莱波夫龙纹章下的约瑟夫·卡齐米日·科尔温·科萨科夫斯基（波蘭語：Józef Kazimierz Korwin Kossakowski，1738年3月16日—1794年5月9日）是波兰贵族（施拉赤塔），自1781年起为利沃尼亚主教，政治活动家，作家和俄罗斯帝国的支持者。

## 生平
他是指挥官西蒙·科萨科夫斯基，省总督米哈乌·科萨科夫斯基和城主安东尼·科萨科夫斯基的兄弟，于1761年被授予圣秩圣事，并于维尔纽斯和华沙学习。他在教会的第一个职务是沃乌帕教区长和维尔纽斯教士。
在1775年3月13日，他成为维尔纽斯主教助理（钦诺名誉主教），并于9月17日成为利沃尼亚（波蘭語：Inflanty）。主教。在那时他也成为库尔兰教区管理者。他以滥用教会和人民的大量金钱而闻名。自1787年起他得到了来自俄驻波使馆的稳定年薪，成为俄罗斯大使奥托·马格努斯·冯·斯塔科尔伯格的党羽。他是瑟姆和地方瑟米克的俄罗斯派，经常贿赂或恐吓其他议员。在斯塔科尔伯格的支持下，他得到了永久委员会（1782年-1786年）的提名。在1791年12月19日他成为维尔纽斯主教伊格纳奇·马萨尔斯基的助理主教。他因他为俄罗斯帝国的服务而被提名为主教：他们被女皇叶卡捷琳娜大帝控制而不与罗马教廷磋商，可以用来奖赏俄罗斯支持者，提高俄罗斯对他们国家教廷的控制力。
在1786年他发表了两部小说：描绘一个在启蒙时代的完美教区的Ksiązdz Pleban（《教区教士》）和Panicz gospodarz（《统治者先生》） 。一年后，他发表了另一部小说Obywatel（《平民》） He has also translated some plays from French。在1791年他发表了一部小说Czarownica（《女巫》）。
作为俄罗斯帝国和女皇叶卡捷琳娜大帝的口头支持者和狂热追随者，他是五三宪法的反对者之一。他与他兄弟西蒙一齐在立陶宛大公国指挥亲俄的塔戈维查联盟军队，（通过俄军）成为了一段时间内大公国的“真实”统治者。在1792年波俄战争后，认可第二次瓜分波兰的格罗德诺瑟姆中，他提出“如果没有俄罗斯，如果没有普鲁士，会怎样？你想要在真空中被废除吗？”
在属于科希丘什科起义一部分的华沙起义后，科萨科夫斯基被起义者俘虏。在起义开始前的几天，科萨科夫斯基提议让俄罗斯部队包围教堂并抓捕所有已知的持异议者。不久，起义的领导人之一扬·基灵斯基在俄大使馆中发现关于科萨科夫斯基领取的俄罗斯薪金的文件。华沙大部分在起义关键时刻支持起义的平民提议处决科萨科夫斯基和代表俄罗斯利益，反对联邦的人。他们的观点影响了革命刑事法庭，科萨科夫斯基与约泽夫·安克维奇（永久委员会领导人）、指挥官皮奥特尔·奥扎罗夫斯基和约泽夫·扎别沃在5月9日被判以叛国罪，并处以绞刑。
他的利沃尼亚主教职位被他的亲戚扬·内波姆岑·科萨科夫斯基继承。

## 进阶阅读
- 约泽夫·科萨科夫斯基的回忆录（波兰文）